# ایلیا دیمیتروف
ایلیا دیمیتروف (بلغاری: Илия Асенов Димитров؛ زادهٔ ۱۰ ژوئیهٔ ۱۹۹۶) بازیکن فوتبال اهل بلغارستان است.
از باشگاه‌هایی که در آن بازی کرده است می‌توان به باشگاه فوتبال لوکوموتیو صوفیه، باشگاه فوتبال لفسکی صوفیه، و باشگاه ورزشی اوتسلول گالاتسی اشاره کرد.
وی همچنین در تیم‌های ملی فوتبال زیر 19 سال  و زیر ۲۱ سال بلغارستان بازی کرده است.